# 온두라스과일먹는박쥐
온두라스과일먹는박쥐(Artibeus inopinatus)는 주걱박쥐과(신세계잎코박쥐과)에 속하는 박쥐의 일종이다. 엘살바도르와 온두라스, 니카라과에서 발견된다.

## 특징
온두라스과일먹는박쥐는 중앙아메리카의 토착종으로 박쥐목 주걱박쥐과에 속한다. 국제 자연 보전 연맹(IUCN)이 정보부족종으로 분류하고 있지만, 온두라스과일먹는박쥐는 신열대구과일박쥐속에 속하는 박쥐의 여러 특징을 보여주고 있으며, 형태학적으로 가장 유사한 근연종은 털과일먹는박쥐이다. 평균 몸무게가 36g으로 신열대구과일박쥐속 중에서 가장 작은 박쥐의 하나이고 몸무게 범위는 10~85g이다. 과일박쥐류에서 보이는 꼬리와 좁은 비막이 없고, 털과일먹는박쥐와 온두라스과일먹는박쥐를 신열대구과일박쥐속의 다른 박쥐와 구별할 수 있는 아주 무성한 털의 꼬리 비막도 갖고 있다. 대부분의 박쥐처럼 야행성 동물로 낮 동안 둥지에서 보내고 밤에 길을 찾기 위해 반향정위 신호를 사용한다. 주걱박쥐과에 속하며, 신열대구박쥐류로 불린다.